# 早坂紬
早坂紬（日語：早坂 つむぎ，2001年5月12日—）是日本女藝人，山形縣鶴岡市出身，為女子偶像團體AKB48 Team 8前成員（山形縣代表），前女子樂團THE COINLOCKERS成員。

## 經歷
Team 8是AKB48第五支分隊，由TOYOTA合作贊助，全隊47名成員是自日本的47個都道府縣，各選出一名做為代表；而早坂做為山形縣的第一任代表，於2014年4月3日首度正式在媒體前披露。參加的首場劇場公演是於8月5日，在SKE48的劇場上舉辦的Team 8 1st Stage「PARTY開始了」公演，首次踏上AKB48集團的劇場舞台。
2015年4月3日，參加於TOKYO DOME CITY HALL舉辦的AKB48 Team 8结成1周年紀念特别公演。在《AKB48神TV》節目所舉行的「第二次Team 8合宿」企劃中，遴選出Team 8第二個劇場公演「好想見你」公演的初日登台成員，而早坂做為第三列成員名列其中，並於9月5日登上AKB48劇場舞台。
2016年4月2日～3日，參加於沖繩中城城遺跡前舉辦的AKB48 Team 8结成2周年紀念特别公演。
2018年4月3日，早坂於Team 8結成4周年公演中宣布畢業，隨後在4月20日結束在AKB48的所有活動，正式從AKB48畢業。12月23日，秋元康製作的大型女子樂團「THE COINLOCKERS」公開亮相，早坂名列其中，成為創團成員之一。
2019年12月23日，THE COINLOCKERS举办了一周年演唱会「THE COINLOCKERS 1st Anniversary LIVE＠Zepp Tokyo」并大幅缩减成员人数，随着演唱会结束，早坂于THE COINLOCKERS的活动也正式结束。

## 人物

### 特徵
- 過去曾參加過羽毛球社團，也曾因為受兄長影響在小學時打過一年的棒球[3]。
- 運動能力優異，曾在小學六年級時拿下地區運動會的100公尺賽跑亞軍[13]，此外，在AKB48第44張單曲的Team 8隊歌《通往夢想的路》MV中，記錄了以獲得單獨鏡頭作為獎勵的4.7公里長跑比賽過程，早坂在這個比賽中拿下了第二名，僅次於以長跑著稱的靜岡縣代表成員橫道侑里[14]。

### AKB48集團相關
- 在AKB48公演中使用的Catch phrase是「來自山形縣，中學○年級生○歲，暱稱『Tsuchan』的早坂紬[註 1]。」
- 加入AKB48的契機：就讀小學時就很喜歡AKB48，覺得他們很閃耀，因而產生了想當偶像的想法，後來在第一屆AKB48集團選秀會議中，看到了同年的後藤萌咲成功入選，因而產生出想加入AKB48的想法，之後便報名了AKB48 Team 8的山形縣代表的徵選[15][16]。
- 憧憬的前輩是AKB48前成員川榮李奈[17]，另外也喜歡乃木坂46的成員橋本奈奈未[15]。
- Team 8中，要好的成員是北海道代表坂口渚沙[18]。

## 參與歌曲
- 標註「★」符號者表示該首歌曲有拍攝MV

### 單曲CD
|      | 發行日期       | 單曲名稱       | 參與歌曲名稱   | 名義        | 收錄於 | MV | 備註     |
| ---- | -------------- | -------------- | -------------- | ----------- | ------ | -- | -------- |
| 37th | 2014年08月27日 | 心意告示牌     | 去47個美麗城市 | Team 8      | 劇場盤 | ★  | 出道作品 |
| 38th | 2014年11月26日 | 希望無限       | 制服的翅膀     | Team 8      | Type-D | ★  |          |
| 39th | 2015年03月04日 | Green Flash    | 從打招呼開始   | Team 8      | Type-H | ★  |          |
| 42nd | 2015年12月09日 | 紅唇Be My Baby | 搗蛋鬼小蝗蟲   | Team 8      | Type-C | ★  |          |
| 44th | 2016年06月01日 | 不需要翅膀     | 通往夢想的路   | Team 8      | Type-C | ★  |          |
| 46th | 2016年11月16日 | High Tension   | 將星空獻給你   | Team 8 EAST | Type-C | ★  |          |

### 專輯CD
|      | 發行日期       | 專輯名稱                     | 參與歌曲名稱         | 名義   | 收錄於          | 備註 |
| ---- | -------------- | ---------------------------- | -------------------- | ------ | --------------- | ---- |
| 06th | 2015年01月21日 | 這裡是羅德斯島、在這裡跳吧！ | 笨手笨腳的支持       | Team 8 | Type A          |      |
| 07th | 2015年11月18日 | 0與1之間                     | 一輩子可以遇見多少人 | Team 8 | MILLION SINGLES |      |

## 劇場公演分組曲
| 公演名稱                            | 參與歌曲名稱   | 備註 |
| ----------------------------------- | -------------- | ---- |
| Team 8 1st Stage「PARTY開始了」公演 | 裙擺飄飄       |      |
| Team 8 2st Stage「好想見你」公演    | 玻璃般的我愛你 |      |
| Team 8 2st Stage「好想見你」公演    | 從背後緊緊相擁 |      |
| Team 8 2st Stage「好想見你」公演    | 嘆息的人偶     |      |
| Team 8 2st Stage「好想見你」公演    | 戀愛計劃       |      |

## 演出

### 綜藝及節目資訊
- 《AKB48神TV》（家庭劇場（日语：ファミリー劇場））
  - Season17（2014年11月16日）
  - Season19（2015年9月13日、9月20日、9月27日）
  - Season23（2016年10月16日、10月23日）
- 《Team88 Latch》（2015年11月30日，LoGiRL）
- 《AKB48 SHOW!》（2016年10月15日－，NHK）：不定期演出
- 《AKBINGO!》（2016年5月3日－，日本電視台）：不定期演出
- 《AKB Team 8的BunBun！Eight大放送！（日语：AKB48・Team8のブンブン!エイト大放送!）》（2017年2月10日－2017年4月1日，日本電視台）：不定期演出